# Вальдег
Вальдег (нем. Waldegg) — ярмарочная коммуна (нем. Marktgemeinde) в Австрии, в федеральной земле Нижняя Австрия.
Входит в состав округа Винер-Нойштадт. Население составляет 2010 человек (на 31 декабря 2005 года). Занимает площадь 35,69 км². Официальный код — 3 23 32.

## Политическая ситуация
Бургомистр коммуны — Йохан Клесль (СДПА) по результатам выборов 2005 года.
Совет представителей коммуны (нем. Gemeinderat) состоит из 21 места.
- СДПА занимает 12 мест.
- АНП занимает 8 мест.
- Зелёные занимают 1 место.